# Château Chasse-Spleen

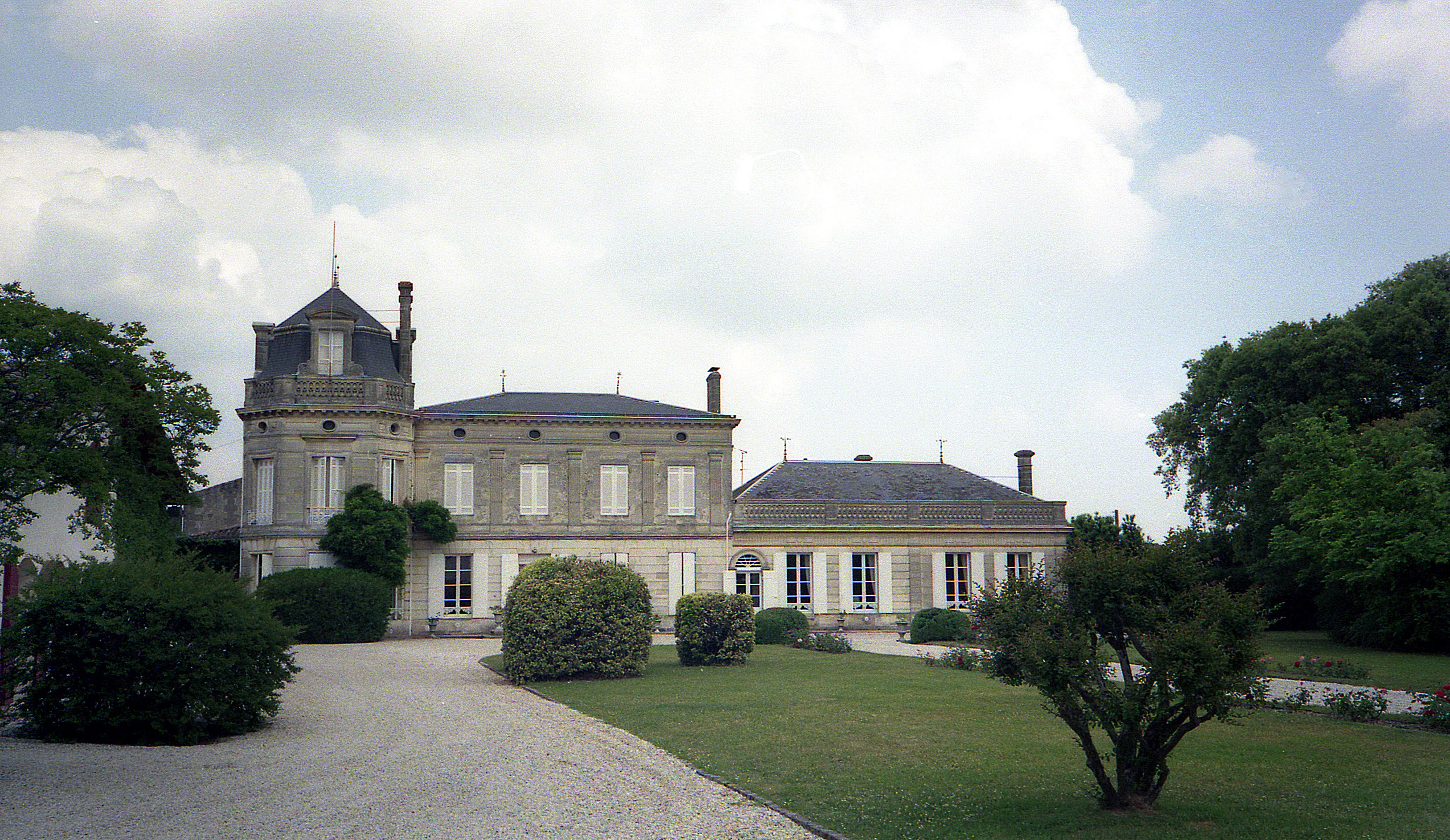
Das Gutsgebäude von Château Chasse-Spleen

Das Château Chasse-Spleen ist eines der bekannten Weingüter von Bordeaux. Es liegt in einem Randgebiet des Moulis südlich von Saint-Julien und ist seit 2003 als Cru Bourgeois Exceptionnel eingestuft. Die Weinberge befinden sich am Ausgang des Dorfes Arcins in Richtung Pauillac auf der linken Seite der Route des Châteaux. Neben Château Poujeaux ist es einer der besten Produzenten in Moulis.

## Lage und Weinbereitung
Der Gutsbesitz umfasst 110 Hektar, die Weinanbaufläche beträgt ca. 80 Hektar. Das Weingut gehört damit zu den größten in der Gemeinde. Die Weinberge liegen auf dem höchsten Punkt der Kiessandkuppe des Weilers Le Grand-Poujeaux, die das beste Terroir der Appellation Moulis ist. Diese Kuppe entstand während der Günz-Eiszeit.
Erzeugt wird fast ausschließlich Rotwein. Im Rebsatz überwiegen mit 73 % der Cabernet Sauvignon und mit 20 % der Merlot. Die restlichen 7 % entfallen auf den Petit Verdot, und eine geringe Menge auf Sauvignon Blanc. Als Unterlagsreben dienen die Sorten 101-14 Millardet et de Grasset, 3309 Couderc, 41B und Riparia Gloire. Das Durchschnittsalter der Reben liegt bei 30 Jahren.
Die Weinbereitung folgt der klassischen Schule von Bordeaux mit drei – bis vierwöchiger Maischegärung in Beton- und Edelstahlbehältern, malolaktischer Gärung und anschließendem 15 – 18 Monate dauerndem Ausbau in Barriquefässern, die jedes Jahr zu 40 % erneuert werden.
Das Gut ist eines der ganz wenigen, die keine Filtration des Weines vornehmen, weder nach der „Malo“ noch vor der Abfüllung. Der Wein wird insgesamt sehr traditionell gefertigt. Dass ein Teil der Ernte maschinell gelesen wird, ist einziges Zugeständnis an die technische Entwicklung.
Die Jahresproduktion liegt bei ca. 580.000 Flaschen. Der Zweitwein trägt den Namen L’Ermitage de Chasse-Spleen und der Drittwein den Namen L’Oratoire de Chasse-Spleen. Der Wein entwickelt sich im Keller über mindestens zehn Jahre. Aufgrund seiner Qualität wird er allgemein den Grands Crus Classés gleichgestellt. Chasse-Spleen ist Mitglied der Union des Grands Crus de Bordeaux.
Château Chasse-Spleen wird vom Önologen Jacques Boissenot sowie dessen Sohn Eric begleitet und beraten.

## Geschichte

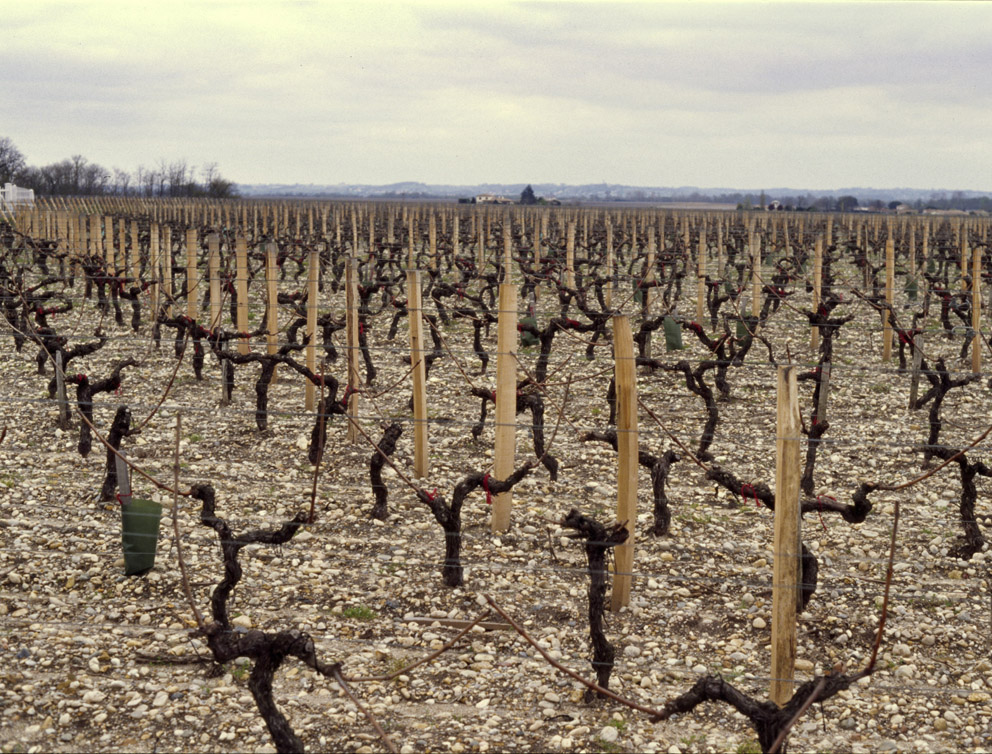
Reben des Château Chasse-Spleen auf der Kiessandkuppe des Grand-Poujeaux

Schriftlich belegt wird schon seit dem Jahr 1560 auf dem Gelände des heutigen Château Weinbau betrieben. Die Rebflächen waren seit dem 16. Jahrhundert unter dem Namen Salles de Poujeaux bekannt und damals Teil von Château Latour. Bis Anfang des 19. Jahrhunderts war die Rebfläche Teil des damaligen Weinguts Château Grand-Poujeaux und gehörte der Familie Gressier. Am 18. Juli 1806 kaufte André Castaing, der seinen Reichtum im Handel mit den Antillen erworben hatte, den ausgedehnten Besitz namens Grand-Poujeaux. 1820 kam es zu einer ersten Erbteilung, aus der später auch das Château Chasse-Spleen hervorging. 1820 kam es zu einer ersten Erbteilung, aus der das heutige Château Gressier Grand Poujeaux hervorging. Ein anderer Erbteil bestand aus einem damals namenlosen Teil sowie dem heutigen Château Maucaillou. Als dieser Bestand im Jahr 1860, also fünf Jahre nach der Bordeauxweinklassifikation, abermals aufgeteilt wurde, musste ein Name für diesen namenlosen Teil gefunden werden.
Ob der englische Dichter Lord Byron im Jahr 1809 auf der Durchreise von London nach Sevilla den Namen für das Weingut ungewollt gab oder ob es der Franzose Charles Baudelaire während seines Urlaubs bei Odilon Redon, einem Nachbar des heutigen Châteaus Chasse-Spleen, war, ist nicht gesichert festgehalten. Dem melancholischen Byron soll die Atmosphäre der Gegend um Moulis gutgetan haben. Er formulierte dies wie folgt: „getting rid of the blues“, oder auf Französisch „chasser le spleen“.
Odilon Redon hingegen war Illustrator des berühmten Gedichtbandes Les Fleurs du Mal von Charles Baudelaire. Dieser Gedichtband ist in sechs Themenbereiche eingeteilt; eine dieser Themensammlungen ist unter den Titel „Spleen et Ideal“ gestellt.
Im Jahr 1908 endete die Zeit der Familie Castaing auf Château Chasse-Spleen; das Gut wurde von der deutschen Firma A. Segnitz & Co. übernommen. Nach Ausbruch des Ersten Weltkrieges wurde Segnitz durch den französischen Staat mit nur geringer Entschädigung enteignet, das Gut aber war während dieser Zeit oft Opfer von deutschfeindlichen Übergriffen.
Nach dem Krieg wurde das Weingut im Jahr 1922 durch die Familie Lahary ersteigert, die das Château allerdings mit wenig Glück führte. Trotzdem wurde das Gut im Jahr 1932 als Cru Bourgeois eingestuft. 1976 kaufte es Jacques Merlaut für eine Gruppe von Gesellschaftern um Bernard Taillan. Merlauts Tochter Bernadette Villars studierte Önologie bei Professor Émile Peynaud, und sie war es, die das Weingut ab 1976 zusammen mit Peynaud als Berater wieder zu alter Blüte brachte. Als Bernadette mit ihrem Ehemann im Jahr 1992 ums Leben kam, übernahm ihre Tochter Claire Villars die Leitung.
Der gleichen Familie gehören auch Château La Gurgue (seit 1978), Château Ferrière (beide in Margaux), Château Haut-Bages-Libéral (in Pauillac) (seit 1983) und Château Camensac (seit 2005).